# Rives-du-Loir-en-Anjou
Rives-du-Loir-en-Anjou ist eine französische Gemeinde mit 5.642 Einwohnern (Stand: 1. Januar 2022) im Département Maine-et-Loire in der Region Pays de la Loire. Sie gehört zum Arrondissement Angers und zum Kanton Angers-6.
Sie entstand als Commune nouvelle mit Wirkung vom 1. Januar 2019 durch die Zusammenlegung der bisherigen Gemeinden Soucelles und Villevêque, die in der neuen Gemeinde den Status einer Commune déléguée haben. Der Verwaltungssitz befindet sich im Ort Villevêque.

## Gliederung
| Ortsteil                     | ehemaliger INSEE-Code | Fläche (km²) | Einwohnerzahl zum 1. Januar 2022 |
| ---------------------------- | --------------------- | ------------ | -------------------------------- |
| Villevêque (Verwaltungssitz) | 49377                 | 28,03        | 3.028                            |
| Soucelles                    | 49337                 | 19,20        | 2.614                            |

## Geographie
Die Gemeinde liegt rund 14 Kilometer nordöstlich von Angers. Der Fluss Loir durchquert das Gemeindegebiet. Ganz im Süden tangiert auch die Autobahn A11 das Gebiet.
Nachbargemeinden sind:
- Montreuil-sur-Loir im Nordosten,
- Corzé und Sarrigné im Osten,
- Loire-Authion mit Andard im Südosten,
- Le Plessis-Grammoire im Südosten,
- Verrières-en-Anjou mit Pellouailles-les-Vignes und Saint-Sylvain-d’Anjou im Süden,
- Écouflant und Briollay im Westen,
- Tiercé im Nordwesten.